# Szun Csu
Szun Csu (hagyományos kínai: 孫楚; egyszerűsített kínai: 孙楚; pinyin hangsúlyjelekkel: Sūn Chǔ; más néven: Ce-csing (Zijiang) 子荆; Tajjüan (Taiyuan) Csangtu (Changdu) 太原中都, kb. 218 - 293) kínai költő.
A Nyugati-Cin (Jin)-dinasztia (265-316) uralkodói udvarának főhivatalnoka, kormányzó volt. Néhány fu-stílusban írott, polemizáló hangú költeménye maradt fenn.